# Vougy (Loire)
Vougy ist eine französische Gemeinde mit 1.523 Einwohnern (Stand 1. Januar 2022) im Département Loire in der Region Auvergne-Rhône-Alpes. 

## Geographie
Vougy befindet sich etwa sechs Kilometer nördlich von Roanne auf halbem Weg nach Pouilly-sous-Charlieu. An der westlichen Gemeindegrenze verläuft die Loire, im Osten der Jarnossin, ein Zufluss der Loire.

## Geschichte
Die örtliche Kirche stammt aus dem 19. Jahrhundert und wurde vom Architekten Édouard Corroyer errichtet, der auch für die Wiederherstellung der Abtei Mont-Saint-Michel verantwortlich war. 1334 wurde der Ort als Vougiacus erstmals schriftlich erwähnt.

## Weblinks

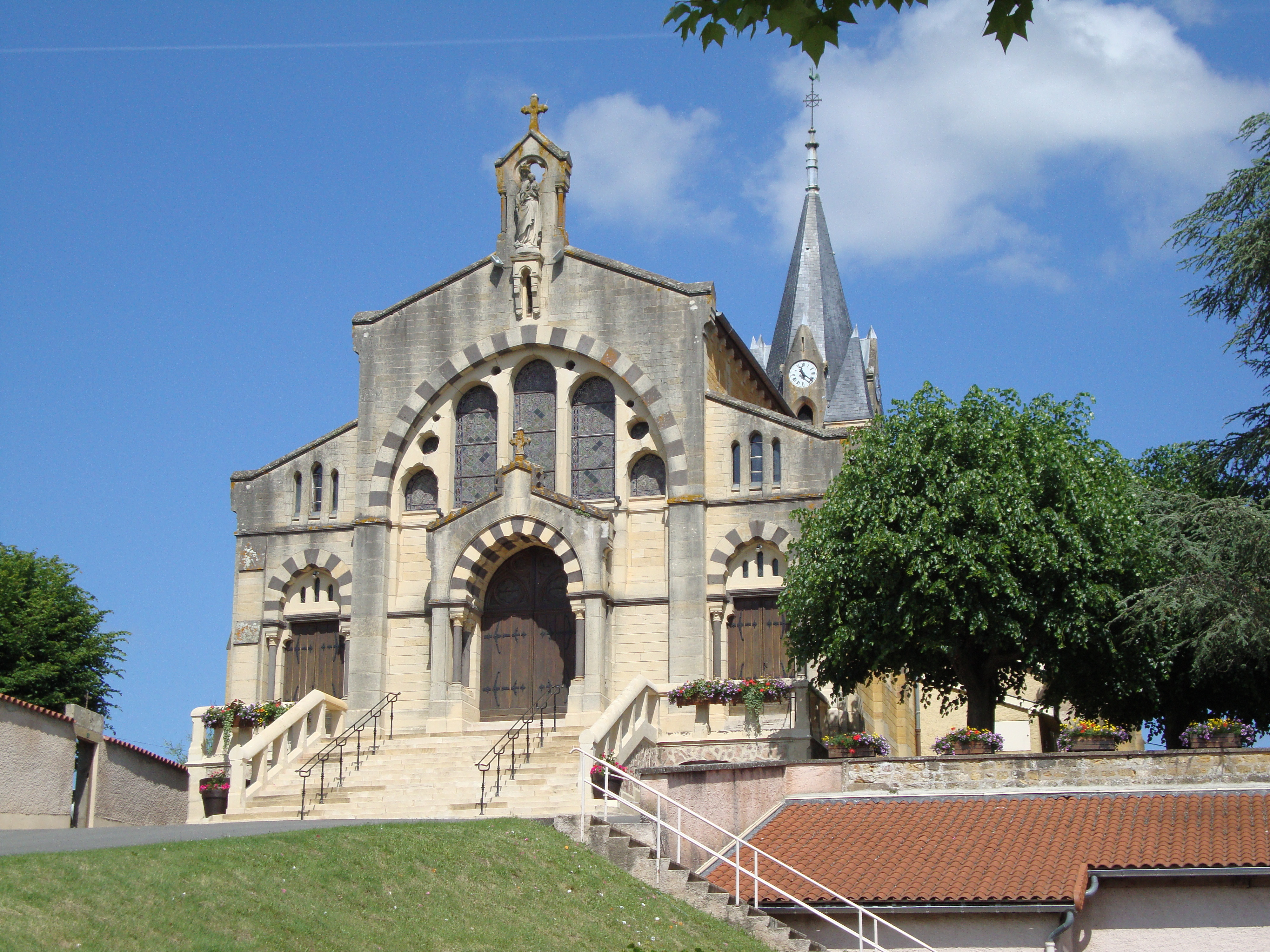
Kirche Saint-Bonnet

## Bevölkerungsentwicklung
| Jahr                       | 1962 | 1968 | 1975 | 1982 | 1990 | 1999 | 2008 | 2017 |
| Einwohner                  | 1018 | 1073 | 1211 | 1551 | 1604 | 1499 | 1422 | 1466 |
| Quellen: Cassini und INSEE |      |      |      |      |      |      |      |      |

## Sehenswürdigkeiten
- Kirche Saint-Bonnet
- Schloss von Vougy